# Lista județelor și a plășilor din România antebelică

Harta României antebelice și ia județelor sale; situația județelor României între anii 1859 și 1918.

Județul este unitatea administrativ-teritorială folosită de România deja în perioada antebelică (înainte de Primul Război Mondial). Această împărțire a teritoriului în județe este atestată documentar în Țara Românească încă din secolul al XV-lea (a se vedea articolele Județul Jaleș și Județul Săcuieni). Moldova era împărțită în diviziuni administrative numite ținuturi, care erau perfect echivalente județelor.
România antebelică, cunoscută și sub numele de România Mică.
Prezenta pagină este o listă de județele, reședințe de județ și plăși ale României antebelice.

## Județele României Antebelice (1859 - 1918)
01. Județul Argeș, reședință orașul Pitești, 
- în 1917, avea 5 plăși, Argeș, Dâmbovnic, Oltul, Teleorman și Uda, iar

02. Județul Bacău, reședință orașul Bacău,
- în 1917 avea 5 plăși, Bistrița, Muntele, Oituz, Siret și Tazlău, iar

03. Județul Botoșani, sediu orașul Botoșani,
- în 1917 avea trei plăși Botoșani (cu orașele Botoșani și Hârlau), Jijia (cu orașul Ștefănești) și Siret.

04. Județul Brăila, sediu orașul Brăila,
- în 1917 avea în componența sa plășile Călmățui, Ianca, Silistraru și Viziru, dar

05.  Județul Buzău, sediu orașul Buzău,
- în 1917 avea în componența sa plășile următoare Buzău, Câmpul, Slănic și Tohani, dar

34.  Județul Caliacra, reședință la Bazargic,  alte localități urbane erau Balcic și Cavarna.
- În 1913 în componența județului intrau trei plăși, Balcic, Casim și Ezibei.

06. Județul Constanța, reședință la Constanța - plasile Dunarea, Ovidiu, Mangalia, Traian -
07. Județul Covurlui, reședință la Galați - plasile Horincea, Prutul de Jos -
08. Județul Dâmbovița, reședință la Târgoviște (6) - plasile Finta, Gaesti, Pucioasa, Targoviste, Titu, Voinesti -
09. Județul Dolj, reședință la Craiova,
- În 1917, existatu șase plăși, Amaradia, Bârca, Calafat, Gangiova, Ocolul și Plenița.

10. Județul Dorohoi, reședință la Dorohoi (3) - Baseu (Saveni), Herta Herta, Darabani), Siret (Dorohoi, Mihaileni)-
35. Județul Durostor, reședință la Silistra,
- în 1913 existau patru plăși Acandânlar, Curtbunar, Silistra și Turtucaia.

11. Județul Fălciu, reședință la Huși - plasile Dimitrie Cantemir, Mihail Kogalniceanu -
12. Județul Gorj, reședință la Târgu Jiu,
În 1917, existatu patru plăși Gilort, Jiu, Novaci și Vulcan.
13. Județul Ialomița, reședință la Călărași (5) - plasile Calarasi, Lehliu, Slobozia, Tandarei, Urziceni, -
14. Județul Iași, reședință la Iași - plasile Bahlui-Carligatura (Targu Frumos) Codru (Iasi), Turia -
15. Județul Ilfov, reședință la București  (7) - plășile Băneasa, Bolintin, Budești, Fierbinți, Oltenița, Sărulești, Vidra -
16. Județul Mehedinți, reședință la Turnu Severin
* În 1917, județul avusese patru plăși, Câmpul, Cloșani (s6diu la Baia de Aramă), Motru (cu sediul la Strehaia) și Ocolul;
17.  Județul Muscel, reședință la Câmpulung Muscel, (2) - plasile Podgoria, Radu Negru -
18.  Județul Neamț, reședință la Piatra Neamț - (4) -- plasile Bistrita (Piatra Neamt), De Mijloc, Muntele, Neamt (Targu Neamt) -
19.  Județul Olt, reședință la Slatina - (3) - plasile Draganesti, Dumitresti, Spineni -
20.  Județul Prahova, reședință la Ploești (7) - plasile Campina, Draganesti, Filipesti, Ploesti, Sinaia, Urlati, Valeni -
21.  Județul Putna, reședință la Focșani - (3) - plasile Marasesti, Trotus, Vrancea -
22.  Județul Râmnicu-Sărat, reședință la Râmnicu Sărat - (3) - plasile Campul, Dealul, Muntele -
23.  Județul Roman, reședință la Rădăuți (2) Roman -- plasile Miron Costin, Roman Voda -
24.  Județul Romanați, reședință la Caracal (3) - plasile Dunarea, Ocolul, Oltul de Sus -
25.  Județul Silistria, reședință la Cernavodă / Medgidia (dar încorporat în 1879 în județul Constanța)
26.  Județul Suceava, reședință la Fălticeni   (3) - plasile Moldova (Baia), Pașcani (Pașcani), Siret (Lespezi)-
27.  Județul Tecuci, reședință la Tecuci  (3) - plasile Homocea, Ivesti, Podu Turcului -
28.  Județul Teleorman, reședință la Turnu Măgurele (5) - plasile Alexandria, Balaci, Rosiori de Vede, Turnu Magurele, Zimnicea -
29.  Județul Tulcea, reședință la Tulcea (4) - Tulcea - plasile Babadag, Gurile Dunarii, Macin, Topolog -
30.  Județul Tutova, reședință la Bârlad (3) - Barlad - plasile Alexandru Vlahuta, Manolache Epureanu, Vasile Parvan -
31.  Județul Vaslui, reședință la Vaslui (2) - plasile Movila lui Burcel, Stefan cel Mare -
32.  Județul Vâlcea, reședință la Râmnicu Vâlcea (5) - plasile Cerna, Cozia, Dragasani, Horezu, Zatreni -
33.  Județul Vlașca, reședință la Giurgiu (5) - plasile Calnistea, Calugareni, Clavacioc, Dunarea, Neajlov -

## Cadrilaterul
Cadrilaterul reprezintă partea de sud a Dobrogei, mărginită de Dunăre, respectiv râurile Beli Lom și Kamchiya și Marea Neagră. Numele înseamnă „patrulater” și provine de la cele patru cetăți turcești care alcătuiau un sistem defensiv în nord-estul Bulgariei: Silistra, Ruse, Shumen și Varna și, a intrat în compunerea României ca urmare a participării sale la cel de-al Doilea Război Balcanic, în 1913.
Acesta a fost organizat în două județe:
- 33. Județul Caliacra - Bazargic.
- 34. Județul Durostor - Silistra,